# Medelpads Fotbollförbund

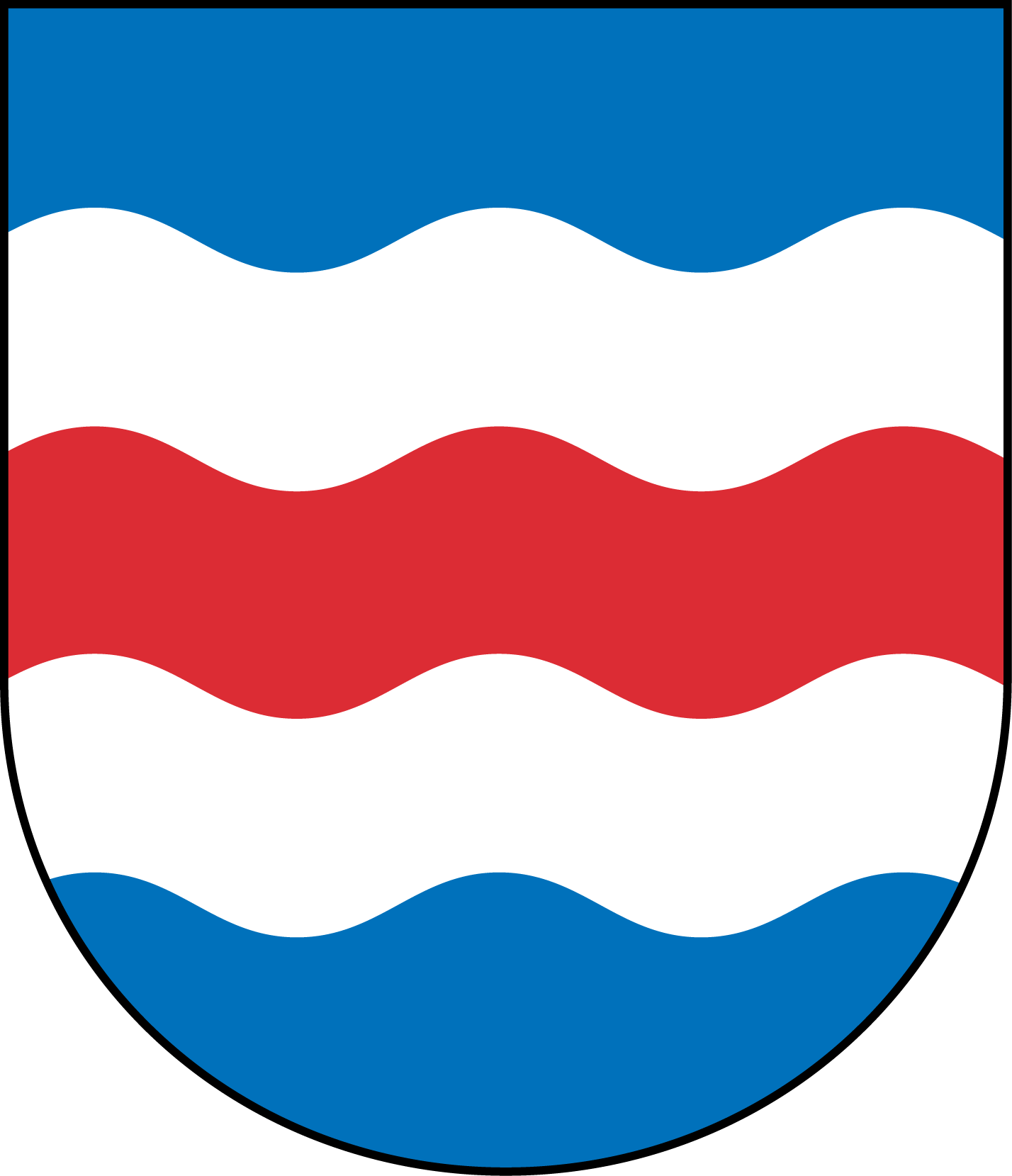
Medelpads landskapsvapen.

Medelpads Fotbollförbund (Medelpads FF) är ett av de 24 distriktsförbunden under Svenska Fotbollförbundet. Medelpads FF administrerar de lägre serierna för seniorer och ungdomsserierna i Medelpad.
Förbundet bildades den 1 juli 1933, då Västernorrlands Läns Fotbollförbund upplöstes, och delades upp i Medelpads Fotbollförbund och Ångermanlands Fotbollförbund.

## Serier
Medelpads FF administrerar följande serier:

### Herrar
Division 4 - en serie

Division 5 - en serie

Division 6 - en serie

### Damer
Division 3 - en serie

Division 4 - en serie

### Övriga serier
- Ungdomsserier
- Reservlagsserier

### Cuper
- Inomhusligan
- Metso Cup
- Kustvägen cup

## Anslutna fotbollsklubbar
Nedanstående klubbar är anslutna till förbundet: (maj 2021) 
| - Alby FF - Alnö IF - Ariana FC Sundsvall - Erikslunds SK - Essviks AIF - FC Kraftfull - FC Norr United - Fränsta IK - GIF Sundsvall - Hassels IF - Heffnersklubbans BK - Holms SK - IFK Sundsvall - IFK Timrå | - Indals IF - Kovlands IF - Kubikenborgs IF - Kungsnäs FC - Ljunga IF - Ljustorps IF - Lucksta IF - Matfors IF - Medskogsbrons BK - Nedansjö IK - Njurunda IK - Njurunda SK - Selånger FK - Sidsjö-Böle IF | - Stockviks IF - Stöde IF - Sund IF - Sundsvalls DFF - Sundsvalls FF - Svartviks IF - Söråkers FF - Tallnäs United IF - Torpshammars IF - Viskans IF - Ånge IF - Östavalls IF |